# Sân vận động Cộng đồng Brentford
Sân vận động Cộng đồng Brentford (tiếng Anh: Brentford Community Stadium) còn được gọi là Sân Vận Động Gtech Community vì lý do tài trợ, là một sân vận động ở Brentford, Luân Đôn. Đây là sân nhà của câu lạc bộ Premier League Brentford và câu lạc bộ Premiership Rugby London Irish. Sân vận động có sức chứa 17.250 người. Sân được sử dụng cho các trận đấu bóng đá và bóng bầu dục liên hiệp. Sân vận động này là trọng tâm của kế hoạch tái cấu trúc lại khu vực xung quanh sân, bao gồm những ngôi nhà mới và các trung tâm thương mại.